# Eugen Felle

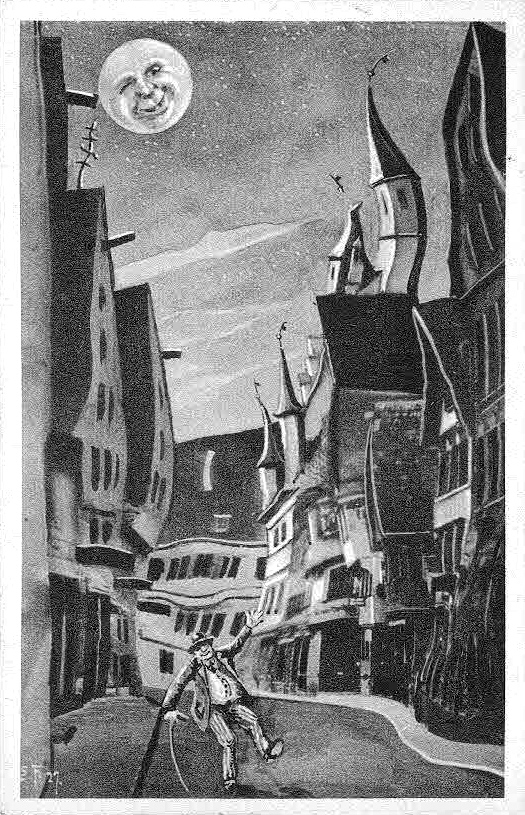
Vue de Biberach an der Riß par un homme ayant trop bu.

Eugen Felle (né le 4 septembre 1869 à Isny im Allgäu - mort dans la même ville le 31 mars 1934 ) est un peintre, illustrateur et éditeur allemand de cartes postales.

## Biographie
Après des études de sculpture à Munich, Eugen Felle devint peintre. En 1895, il rejoignit l'éditeur Kösel-Verlag (de) avant de créer sa propre maison d'édition de cartes postales.

## Quelques cartes postales

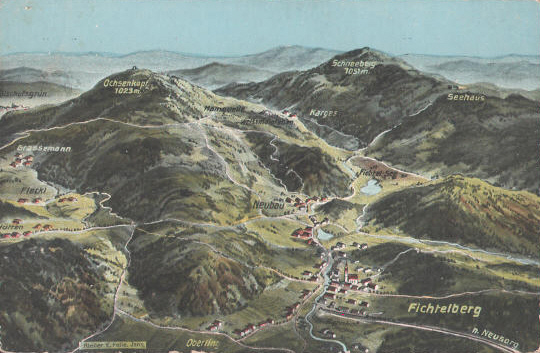
Fichtelberg (avant 1934).
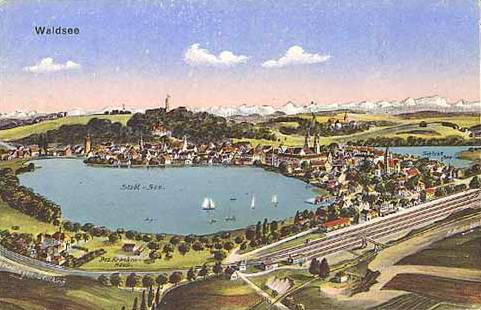
Bad Waldsee (vers 1910).
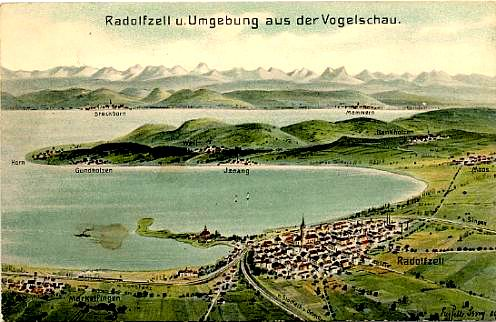
Höri (Bodensee) (de) (vers 1900).
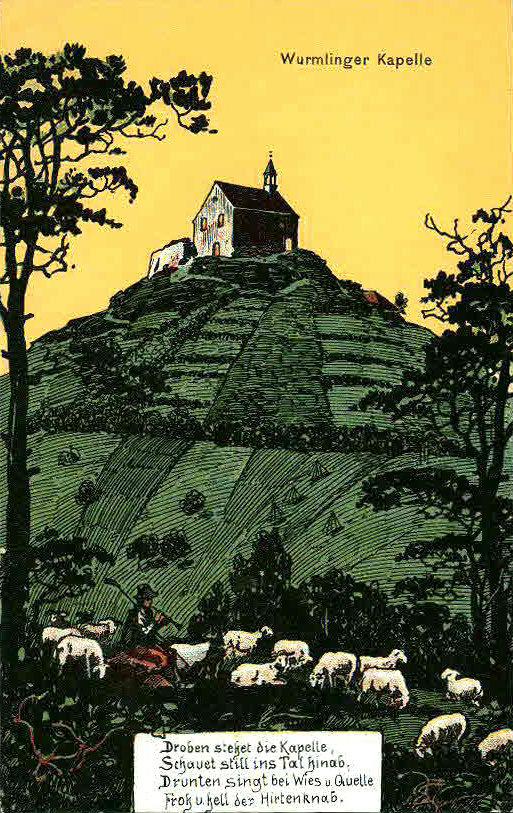
Sankt-Remigius-Kapelle (Wurmlingen) (de).
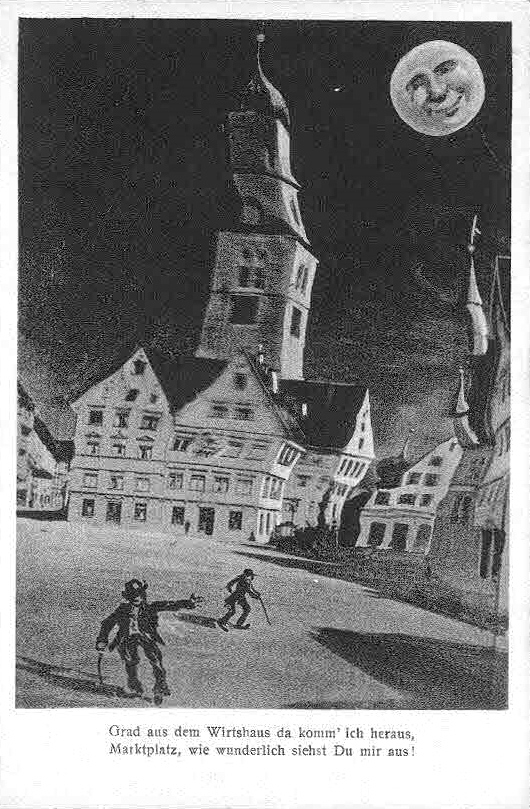
Autre vue de Biberach an der Riß par un homme ayant trop bu.
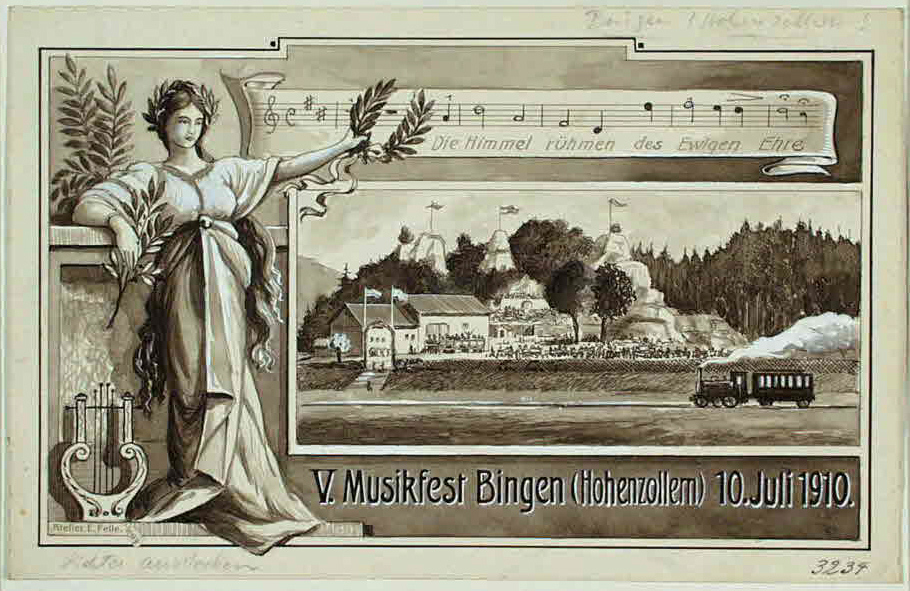
Cinquième fête musicale de Bingen (10 juillet 1910).
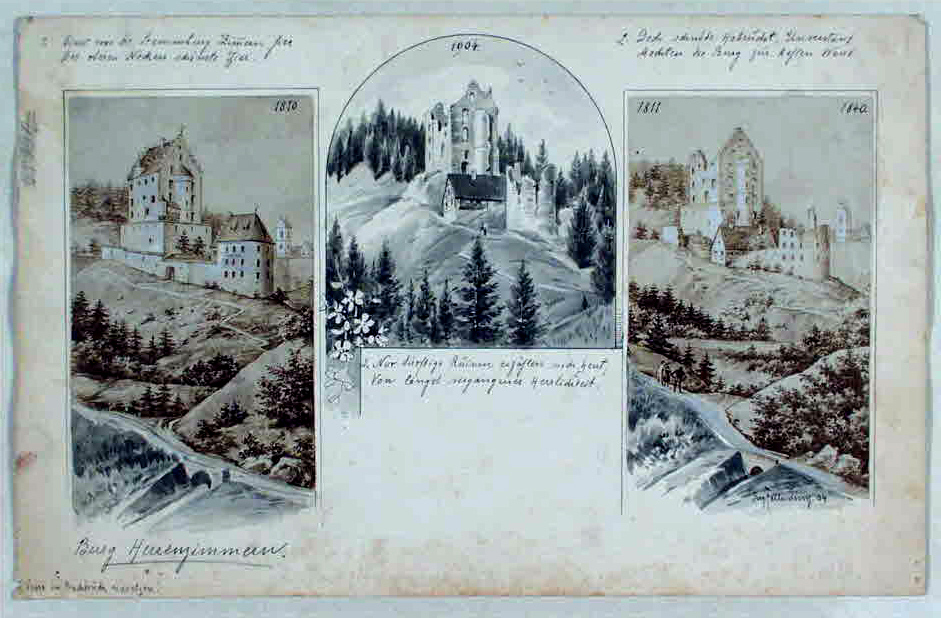
Dessins préparatoires pour une carte postale du Château d'Herrenzimmern (de) (1925).